# Reversi
Reversi is een bordspel voor twee personen dat in het begin van de 20e eeuw al bekend was. Het is in de jaren zeventig opnieuw populair geworden onder de naam Othello.

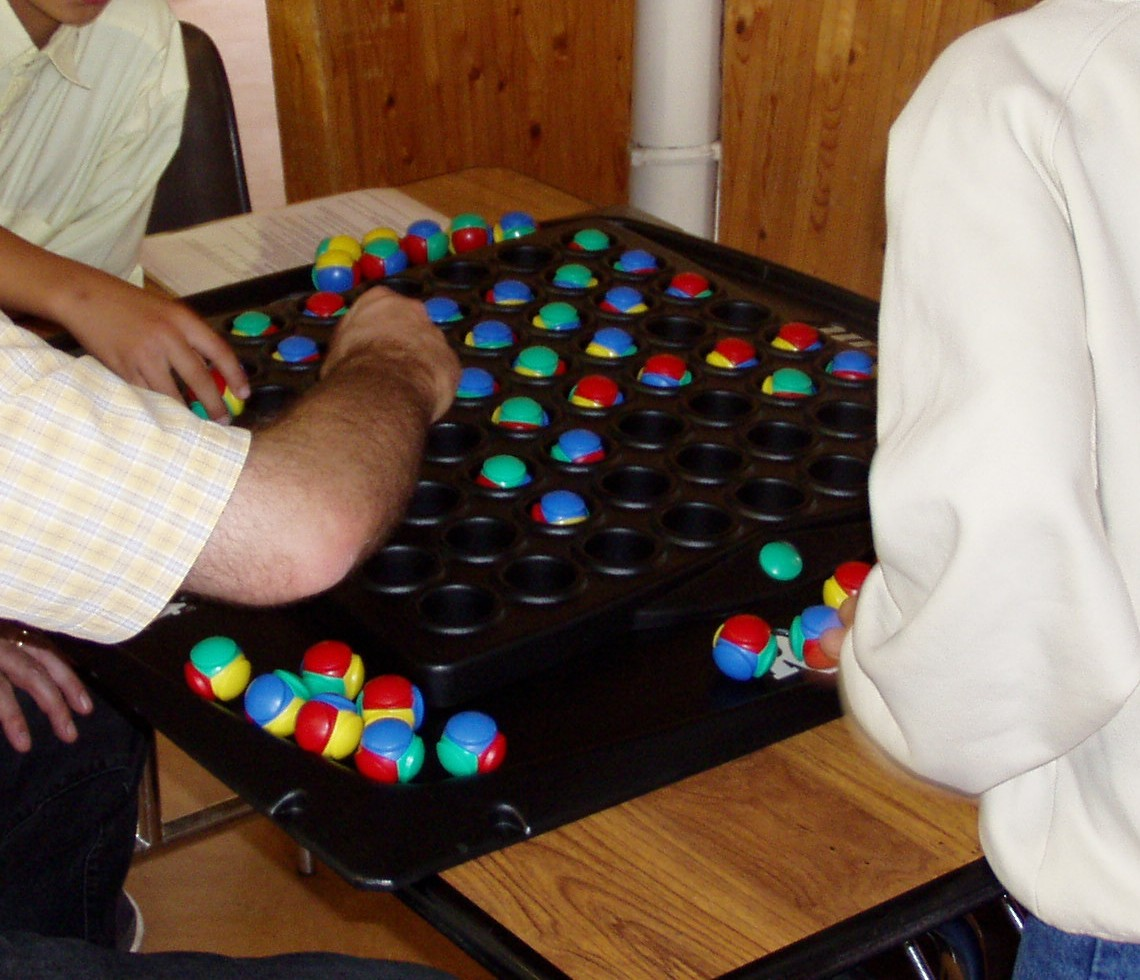
De meerpersoons variant Rolit van Reversi

Als je informatie wou opzoeken over het computerspel Reversi, klik dan hier

## Regels
Reversi wordt meestal gespeeld op een bord van 8 bij 8 vakjes (zoals een schaakbord). De benaming van de velden is gelijk aan de benaming bij het schaken, maar de nummering van de rijen is andersom (zie de diagrammen verderop).
Er wordt gespeeld met 64 stenen die elk een witte en een zwarte zijde hebben. Men spreekt over witte en zwarte stenen, en daarmee bedoelt men stenen waarvan de witte respectievelijk zwarte zijde boven ligt. Een speler speelt wit, de ander zwart. Zwart begint. In de beginpositie zijn de vier velden in het centrum bezet, met een witte steen op d4 en e5, en een zwarte steen op e4 en d5.
Men kan ook besluiten te beginnen met zwarte stenen op d4 en e4, en witte stenen op d5 en e5. Staat men dit toe, dan mag de witspeler beslissen wat de beginstelling is, waarna zwart de eerste zet doet. Deze beginstelling wordt echter op geen enkel officieel toernooi gebruikt.
Een zet bestaat uit het neerleggen van een steen, met de eigen kleur boven, op een leeg veld. Alle stenen of series van stenen van de kleur van de tegenstander die tussen deze steen en een steen van de eigen kleur liggen (horizontaal, verticaal of schuin), worden omgedraaid. Men mag alleen een steen neerleggen indien daardoor minstens één steen wordt omgedraaid. Kan men dat niet, dan slaat men een beurt over. Kan men wel een zet doen, dan is dat verplicht.
Het spel is voorbij als er geen stenen meer neergelegd kunnen worden, meestal doordat het bord vol is. Het spel duurt dus maximaal 60 zetten en kan binnen een paar minuten gespeeld worden. De winnaar is de speler die de meeste stenen van zijn of haar kleur op het bord heeft.

## Variant
Er is een bordspel door Goliath op de markt waarmee Reversi door vier personen kan worden gespeeld met de naam Rolit. De steentjes zijn balletjes die in vier standen op het bord kunnen worden gelegd, met een bepaalde kleur boven. Een speler die een zet doet, kan stenen van zijn drie tegenstanders tegelijk veroveren.

## Strategie
Het is niet handig om vroeg in het spel veel stenen van de eigen kleur te hebben, integendeel zelfs, meestal is het in het begin- en middenspel beter om juist weinig stenen te hebben. Het is belangrijk keus te hebben uit veel zetten. Het spel wordt meestal beslist doordat een speler alleen nog slechte zetten tot zijn beschikking heeft. Beginners proberen vaak in een zet zo veel mogelijk stenen te veroveren, en ontdekken dan in de volgende zet dat er niet veel keus meer is. Daarom is het beter weinig stenen te hebben, of alleen stenen in het centrum van de stelling.
Hieronder komen een aantal voorbeelden. In de diagrammen wordt met een lichtere kleur aangegeven op welke velden een speler kan zetten.

### Openingszet
Bij het begin van het spel liggen er al vier stenen (diagram 1). In tegenstelling tot schaken is de openingszet van Reversi onbelangrijk. Vanwege de symmetrie maakt het niet uit waar de eerste steen geplaatst wordt.
Begint men volgens diagram 2, wat niet zo gebruikelijk is, dan kan zwart twee wezenlijk verschillende zetten doen. Dat kan tot een andere ontwikkeling van het spel leiden. Het aantal competitief speelbare sequenties wordt hierdoor echter fel beperkt.

### Hoeken
De hoeken zijn erg belangrijk in reversi. Een steen die in de hoek staat, kan niet meer omgedraaid worden, en vanuit een hoek kan men groepen van stenen bouwen waarvoor hetzelfde geldt. Het bezetten van hoeken is daarom vrijwel altijd gunstig. De velden die aan de hoek grenzen zijn ongunstig, want als men deze velden vermijdt, zal de tegenstander nooit in de hoek kunnen komen. Vooral de velden die schuin aan de hoek grenzen, zijn gevaarlijk. Ervaren spelers zetten daar meestal pas als ze ertoe gedwongen worden, of uit speciale tactische motieven (bijvoorbeeld wanneer nadat de tegenstander de hoek neemt, men zelf een andere hoek kan veroveren).
De voorbeelden hieronder geven aan hoe belangrijk de hoeken zijn aan het begin en halverwege het spel.
In diagram 3 is wit aan zet. Zwart heeft op g7 gezet, wat een heel slechte zet was. Nu kan wit een steen rechtsonder plaatsen, en vanuit die hoek het hele veld grotendeels veroveren.
Maar er zijn uitzonderingen. In diagram 4 kan zwart geen enkele zet doen. Wit zet nu op b2, het veld dat hij anders angstvallig zou mijden. Daarna kan zwart alleen maar op b1 zetten, waarmee hij de hoek aan wit geeft. Maar als wit een andere zet doet, is deze situatie ook hopeloos voor zwart, want wit kan vrijwel het hele speelbord veroveren.
In diagram 5 is zwart aan zet. Deze situatie is tot stand gekomen doordat wit zorgvuldig speelde. Hij sloeg zo min mogelijk zwarte stenen aan de boven- en rechterkant.
Aan de rechterkant en bovenkant van de stelling liggen nu alleen zwarte stenen. Zwart kan daar geen witte stenen veroveren. Zwart is in zetdwang, hij heeft maar één mogelijke zet (blauw kader), waarna wit een steen in de hoek linksonder kan plaatsen. Kon zwart daarna nog zetten op b8, dan had hij nog een kans, iets wat echter niet kan, zodat wit zal winnen.

### Randen
In diagram 6 liggen aan de bovenrand twee stenen van verschillende kleur naast elkaar. Wit kan zetten op g1. Doet hij dat niet, dan kan zwart zetten op d1. Met een dergelijke zet ontneemt men de tegenstander zetmogelijkheden, en daarom blijven twee stenen naast elkaar op de rand niet lang liggen. In dit geval is wit enigszins in het nadeel, doordat hij, als hij g1 speelt, een steen in de buurt van de gevaarlijke hoek krijgt.
Zet wit op g1, dan zou zwart kunnen antwoorden op d1. Zwart dreigt dan de hoek te nemen. Wit zal dat niet toelaten en zet op c1. Maar zwart kan veel beter zelf op c1 zetten. Wit is dan gedwongen ergens anders te zetten.
Over het algemeen wordt er meteen geslagen als twee stenen van verschillende kleur op de rand tegen elkaar liggen. Maar in diagram 7 zal zwart niet op a2 zetten, want dan zet wit op a5 en wint wit de hoek. Wit zal misschien geduldig afwachten of zwart die fout toch nog maakt. Wit kan ook meteen op a5 zetten. Zet zwart dan op a2, dan heeft zwart een rij van vijf stenen op de rand, wat voordelen kan hebben voor wit.
In diagram 8 is wit in een ongunstige positie. Hij heeft twee groepen stenen aan de rand met een open plek ertussen. Zwart is aan zet. Zwart kan nu aan de rechterkant tussen de witte stenen een zwarte steen plaatsen. Die is door wit niet meer om te draaien. Vervolgens kan zwart in zijn volgende zet een steen zetten in de hoek rechtsonder en vanuit die hoek verdergaan en zo winnen.
Wit heeft in diagram 9 twee stenen op de rand met drie open plekken ertussen. Dat is niet zo mooi. Zwart kan op h3 zetten (rood kader) en in de volgende zet de hoek nemen. Wit kan die ramp even uitstellen door op h4 te zetten, maar dan zal zwart er binnenkort wel in slagen een steen op h5 (geel kader) te zetten (bijvoorbeeld eerst e7 (blauw kader) en daarna h5). Zwart krijgt de hoek en kan bijna niet meer verliezen.

### Pariteit
Vaak ontstaan er delen van het bord die onafhankelijk van de rest van het bord uitgespeeld kunnen worden. Het is in het algemeen van voordeel om de laatste zet in een dergelijk gebied te spelen. Stenen in een dergelijke regio worden later meestal niet meer omgedraaid, en de laatste speler heeft relatief meer stenen omdat hij/zij als laatste draait. Het is daarom voordelig om in een oneven gebied te spelen, en onvoordelig om in een even gebied te spelen. Men zegt dat de speler die het laatst in een gebied speelt 'de pariteit heeft'. Door deze pariteit kan de speler een andere speler dwingen om een onvoordelige zet te doen waardoor de game beslist kan zijn.

### Vrije zetten
Een vrije zet is een zet die slechts door een speler gespeeld kan worden, en waarop de tegenstander niet lokaal kan reageren. Een vrije zet geeft een speler de mogelijkheid een keer als het ware te passen, en is dus zeer waardevol. Het is daarom ook een goed idee een vrije zet niet al te snel te gebruiken.

In diagram 10 is zwart aan zet. Zwart heeft de mogelijkheid om aan de rechterkant boven en beneden de andere zwarte stenen een steen te leggen, zonder dat wit daar een steen kan plaatsen. Het is echter beter om dat te bewaren voor het einde van het spel. En zoals gezegd, het is niet gunstig om te zetten in een veld dat aan de hoek grenst, maar als vrije zet heeft het vaak de voorkeur.

## Voordeel
Opvallend aan reversi is, dat geen van beide spelers een voordeel lijkt te hebben. In de opening is zwart, die meestal de minste stenen heeft en gemakkelijker het centrum controleert, in het voordeel, terwijl dit in het eindspel wit is, omdat wit de pariteit heeft voor het bord als geheel. Pogingen het spel met computers door te spelen, lijken erop te wijzen dat de beide voordelen elkaar opheffen en het zou kunnen dat perfect spel, evenals vermoedelijk bij schaken en dammen, een gelijkspel oplevert. Dat hoeft echter niet zo te zijn, want in werkelijkheid is een gelijkspel juist betrekkelijk zeldzaam: er is bijna altijd wel iemand die aan het einde een paar stenen meer heeft dan de ander. Het is nog niet bekend wat de uitslag is van een perfect spel.

## Kampioenen

### Wereldkampioenschap
Sinds 1977 wordt elk jaar het WK gehouden. Dit toernooi is door de jaren gedomineerd door Japanners en in mindere mate Amerikanen. Slechts drie keer wist een Europeaan wereldkampioen te worden: Paul Ralle in 1984, Marc Tastet in 1992 en Michele Borassi in 2008. David Shaman werd in 1999 en in 2002 onder de Nederlandse vlag wereldkampioen, maar deze speler komt oorspronkelijk uit de V.S. Sinds 2005 wordt een wereldkampioene gekroond. In 2010 won voor het eerst een Europese speelster, namelijk Jiska Helmes uit Nederland.
Nederland organiseerde het WK in 2002 (Amsterdam) en 2012 (Leeuwarden). België mocht het WK in 1981 (Brussels), 2009 (Gent) en 2017 (Gent) ontvangen.

#### Winnaars
- 1977 Hiroshi Inoue  Japan
- 1978 Hidenori Maruoka  Japan
- 1979 Hiroshi Inoue  Japan
- 1980 Jonathan Cerf  Verenigde Staten
- 1981 Hidenori Maruoka  Japan
- 1982 Kunihiko Tanida  Japan
- 1983 Kenichi Ishii  Japan
- 1984 Paul Ralle  Frankrijk
- 1985 Masaki Takizawa  Japan
- 1986 Hideshi Tamenori  Japan
- 1987 Kenichi Ishii  Japan
- 1988 Hideshi Tamenori  Japan
- 1989 Hideshi Tamenori  Japan
- 1990 Hideshi Tamenori  Japan
- 1991 Shigeru Kaneda  Verenigde Staten
- 1992 Marc Tastet  Frankrijk

- 1993 David Shaman  Verenigde Staten
- 1994 Masaki Takizawa  Japan
- 1995 Hideshi Tamenori  Japan
- 1996 Takeshi Murakami  Japan
- 1997 Makoto Suekuni  Japan
- 1998 Takeshi Murakami  Japan
- 1999 David Shaman  Verenigde Staten  Nederland
- 2000 Takeshi Murakami  Japan
- 2001 Brian Rose  Verenigde Staten
- 2002 David Shaman  Verenigde Staten  Nederland
- 2003 Ben Seeley  Verenigde Staten
- 2004 Ben Seeley  Verenigde Staten
- 2005 Hideshi Tamenori  Japan
- 2006 Hideshi Tamenori  Japan
- 2007 Kenta Tominaga  Japan
- 2008 Michele Borassi  Italië

- 2009 Yusuke Takanashi  Japan
- 2010 Yusuke Takanashi  Japan
- 2011 Hiroki Nobukawa  Japan
- 2012 Yusuke Takanashi  Japan
- 2013 Kazuki Okamoto  Japan
- 2014 Makoto Suekuni  Japan
- 2015 Yusuke Takanashi  Japan
- 2016 Piyanat Aunchulee  Thailand
- 2017 Yusuke Takanashi  Japan
- 2018 Keisuke Fukuchi  Japan
- 2019 Akihiro Takahashi  Japan
- 2020 (niet plaatsgevonden)
- 2021 (niet plaatsgevonden)
- 2022 Kento Urano  Japan
- 2023 Yasushi Nagano  Japan
- 2024 Seiya Kurita  Japan

### België
In 1979 werd reeds het eerste Belgische kampioenschap gespeeld. Naast deze competitie is er ook de Belgische Grand Prix. De Belgische kampioen, de top twee en de beste dame van de Belgische Grand Prix en de winnaar van de Junior Grand Prix zijn gekwalificeerd om door te gaan naar het WK.

#### Winnaars
- 1979     Alain Serneels
- 1980     Alain Serneels
- 1981     Alain Serneels
- 1982     Luc Bruyninckx
- 1983     Pierre Jeangille
- 1988     Pierre Jeangille
- 1989     Luc Jeangille
- 1990     Eric Delfante
- 1991     Pierre Jeangille
- 1992     Alexandre Cordy
- 1993     Alexandre Cordy
- 1994     Serge Alard
- 1995     Serge Alard
- 1996     Alain Daix

- 1997     Serge Alard
- 1998     Serge Alard
- 1999     Serge Alard
- 2000     Serge Alard
- 2002     Alexandre Cordy
- 2003     Jeroen De Wael
- 2004     Jeroen De Wael
- 2005     Tom Schotte
- 2006     Vladislav Doležal  (resident)
- 2007     Nick Reunes
- 2008     Tom Schotte
- 2009     Marcel Peperkamp
- 2010     Tom Schotte
- 2011     Tom Schotte

- 2012     Marcel Peperkamp
- 2013     Tom Schotte
- 2014     Tom Schotte
- 2015     Tom Schotte
- 2016     Tom Schotte
- 2017     Tom Schotte
- 2018     Tom Schotte
- 2019     Tom Schotte
- 2020     Nick Reunes
- 2021     Tom Schotte
- 2022     Tom Schotte
- 2023     Tom Schotte
- 2024     Tom Schotte

### Nederland
Sinds 1999 wordt ook het open Nederlandse kampioenschap gehouden.

#### Winnaars
- 1999 Frank den Haan
- 2000 Frank den Haan
- 2001 David Shaman
- 2002 Romy Hidayat
- 2003 Roel Hobo
- 2004 Bas in 't Zandt
- 2005 Nicky van den Biggelaar
- 2006 Arnoud Meijer
- 2007 Leon Kamphuis

- 2008 Nicky van den Biggelaar
- 2009 Nicky van den Biggelaar
- 2010 Jan de Graaf
- 2011 Nicky van den Biggelaar
- 2012 Nicky van den Biggelaar
- 2013 Patrick Aubroeck
- 2014 Nicky van den Biggelaar
- 2015 Nicky van den Biggelaar
- 2016 Nicky van den Biggelaar

- 2017 Erwin van den Berg
- 2018 Nicky van den Biggelaar
- 2019 Nicky van den Biggelaar
- 2020 (niet plaatsgevonden)
- 2021 (niet plaatsgevonden)
- 2022 (niet plaatsgevonden)
- 2023 Makoto Suekuni (resident)
- 2024 Makoto Suekuni (resident)

## Computer
De computer is in Reversi sterker geworden dan de mens. Het spel werd in 2023 mathematisch (zwak) opgelost. Het is computationeel bewezen dat perfect spel van beide spelers leidt tot een gelijkspel. Het aantal mogelijke spelvarianten wordt geschat op 1058.
Dit spel zat vanaf 1985 al bij Microsoft Windows 1.0, en dat heeft veel aan de populariteit bijgedragen. Als echter eenmaal de strategie van de computer bekend was, was het niet vernieuwend meer om tegen de computer te spelen.
Dit spel zat als internetversie bij Windows Me en Windows XP. Er kon dus via internet, via een server van Microsoft, tegen een menselijke tegenstander gespeeld worden. In Windows Vista was dit spel niet meer standaard aanwezig. Op 8 april 2014 stopte Microsoft met de ondersteuning van Windows XP en op dezelfde datum werd ook de stekker van de reversiserver eruit getrokken.